# Majano
Majano (furlansko Maian) je občina v nekdanji Pokrajini Videm v avtonomni deželi Furlaniji - Julijski krajini. Občina ima 5.738 prebivalcev. 

## Naselja
- Borgo Ara / Borc di Are
- Casasola / Cjasesole
- Comerzo  / Cumierç
- Deveacco / Deveà
- Farla / Farle
- Pers
- San Salvatore / San Salvadôr
- San Tomaso / San Tomâs
- Sant'Eliseo / San Liseu
- Susans
- Tiveriacco / Trivià